# Puchar Wysp Owczych w piłce siatkowej mężczyzn (2022)
Puchar Wysp Owczych w piłce siatkowej mężczyzn 2022 (far. Steypakappingar í flogbólti menn 2022) – 23. sezon rozgrywek o siatkarski Puchar Wysp Owczych zorganizowany przez Związek Piłki Siatkowej Wysp Owczych (Flogbóltssamband Føroya, FBF). Zainaugurowany został 8 stycznia 2022 roku.
W Pucharze Wysp Owczych 2022 uczestniczyło sześć drużyn. Rozgrywki składały się z fazy grupowej, półfinałów i finału. W fazie grupowej zespoły podzielone zostały na dwie grupy. W ramach grupy rozgrywały między sobą po jednym spotkaniu. Po dwie najlepsze drużyny z każdej grupy awansowały do półinałów. Pary półfinałowe tworzyły: zwycięzca grupy 1 z drugim zespołem grupy 2 oraz zwycięzca grupy 2 z drugim zespołem grupy 1. Zwycięzcy półfinałów rozegrali mecz finałowy.
Finał odbył się 26 lutego 2022 roku w Stórhøll á Hálsi w Thorshavn. Po raz szósty Puchar Wysp Owczych zdobył klub Mjølnir, który w finale pokonał ÍF.

## Drużyny uczestniczące
| Føroya Tele-deildin (5 drużyn) | Føroya Tele-deildin (5 drużyn) |
| ------------------------------ | ------------------------------ |
| Fleyr                          | półfinał                       |
| ÍF                             | finał                          |
| Mjølnir                        | zwycięstwo                     |
| SÍ                             | półfinał                       |
| Ternan                         | faza grupowa                   |
| Pozostałe (1 drużyna)          |                                |
| Mjølnir b                      | faza grupowa                   |

## Rozgrywki

### Faza grupowa

#### Grupa 1
Tabela
| Lp. | Drużyna | Pkt | Mecze | Mecze   | Mecze   | Sety | Sety | Sety | Małe punkty | Małe punkty | Małe punkty |
| Lp. | Drużyna | Pkt | M     | W (3:2) | P (2:3) | wyg. | prz. | +/-  | zdob.       | str.        | +/-         |
| --- | ------- | --- | ----- | ------- | ------- | ---- | ---- | ---- | ----------- | ----------- | ----------- |
| 1.  | ÍF      | 5   | 2     | 2 (1)   | 0 (0)   | 6    | 2    | +4   | 182         | 134         | +48         |
| 2.  | SÍ      | 4   | 2     | 1 (0)   | 1 (1)   | 5    | 4    | +1   | 186         | 174         | +12         |
| 3.  | Ternan  | 0   | 2     | 0 (0)   | 2 (0)   | 1    | 6    | –5   | 114         | 174         | –60         |

Źródło: FBF
Zasady ustalania kolejności: 1. liczba zdobytych punktów; 2. bilans setów; 3. bilans małych punktów.
Punktacja: 3:0 i 3:1 - 3 pkt; 3:2 - 2 pkt; 2:3 - 1 pkt; 1:3 i 0:3 - 0 pkt
Wyniki spotkań
| 10.01.2022 19:00 (UTC±0) | ÍF | 3:2 (18:25, 24:26, 25:15, 25:13, 15:8) | SÍ | Ítróttar- & samkomuhøllin, Kambsdalur |

| 16.01.2022 20:00 (UTC±0) | ÍF | 3:0 (25:16, 25:11, 25:20) | Ternan | Ítróttar- & samkomuhøllin, Kambsdalur |

| 04.02.2022 19:00 (UTC±0) | SÍ | 3:1 (25:17, 25:7, 24:26, 25:17) | Ternan | Sørvágs skúli, Sørvágur |

#### Grupa 2
Tabela
| Lp. | Drużyna   | Pkt | Mecze | Mecze   | Mecze   | Sety | Sety | Sety | Małe punkty | Małe punkty | Małe punkty |
| Lp. | Drużyna   | Pkt | M     | W (3:2) | P (2:3) | wyg. | prz. | +/-  | zdob.       | str.        | +/-         |
| --- | --------- | --- | ----- | ------- | ------- | ---- | ---- | ---- | ----------- | ----------- | ----------- |
| 1.  | Mjølnir   | 6   | 2     | 2 (0)   | 0 (0)   | 6    | 0    | +6   | 150         | 93          | +57         |
| 2.  | Fleyr     | 3   | 2     | 1 (0)   | 1 (0)   | 3    | 3    | 0    | 135         | 109         | +26         |
| 3.  | Mjølnir b | 0   | 2     | 0 (0)   | 2 (0)   | 0    | 6    | –6   | 67          | 150         | –83         |

Źródło: FBF
Zasady ustalania kolejności: 1. liczba zdobytych punktów; 2. bilans setów; 3. bilans małych punktów.
Punktacja: 3:0 i 3:1 - 3 pkt; 3:2 - 2 pkt; 2:3 - 1 pkt; 1:3 i 0:3 - 0 pkt
Wyniki spotkań
| 08.01.2022 16:00 (UTC±0) | Fleyr | 3:0 (25:15, 25:9, 25:10) | Mjølnir b | Stórhøllin á Hálsi, Thorshavn |

| 12.01.2022 20:30 (UTC±0) | Mjølnir | 3:0 (25:11, 25:14, 25:8) | Mjølnir b | Badmintonhøllin, Klaksvík |

| 02.02.2022 19:00 (UTC±0) | Mjølnir | 3:0 (25:19, 25:20, 25:21) | Fleyr | Badmintonhøllin, Klaksvík |

### Półfinały
| 12.02.2022 15:00 (UTC±0) | ÍF | 3:0 (25:20, 25:17, 26:24) | Fleyr | Badmintonhøllin, Klaksvík |

| 12.02.2022 19:00 (UTC±0) | Mjølnir | 3:0 (25:20, 25:23, 25:22) | SÍ | Badmintonhøllin, Klaksvík |

### Finał
| 26.02.2022 19:00 (UTC±0) | ÍF | 1:3 (14:25, 25:23, 18:25, 18:25) | Mjølnir | Stórhøllin á Hálsi, Thorshavn |